# Denise Gough
Denise Gough (28 de febrer de 1980) és una actriu irlandesa. Ha treballat en cinema, televisió i teatre. Ha guanyat en dues ocasions el premi Olivier.

## Primers anys
Nascuda a Ennis, comtat de Clare, filla d'un electricista, Gough és la setena d'onze germans. Una de les seues germanes petites és l'actriu Kelly Gough. Es va formar com a soprano abans de marxar d'Irlanda a Londres amb 15 anys. Va rebre una beca per estudiar a l'Academy of Live and Recorded Arts (ALRA) de Wandsworth als 18 anys, i es va graduar el 2003.

## Carrera
L'any 2012, va ser nominada al premi Milton Shulman a la millor novella als Evening Standard Theatre Awards per les seues actuacions a Desire Under the Elms d'Eugene O'Neill al Lyric Hammersmith i Our New Girl al Bush Theatre de Nancy Harris. El gener de 2014 va ser Julia a La duquessa de Malfi, la producció inaugural al Sam Wanamaker Playhouse, Londres. Al National Theatre de Londres, el setembre de 2015 va presentar una actuació "electrificant" com a consumidora de substàncies en recuperació a People, Places and Things de Duncan Macmillan, dirigida per Jeremy Herrin. Va repetir el paper quan la producció es va traslladar al Wyndham's Theatre el març de 2016 i, posteriorment, va guanyar el premi Olivier a la millor actriu. Va tornar al National Theatre l'abril de 2017 interpretant el paper de Harper al revival de Marianne Elliot de l'obra Angels in America de Tony Kushner, per la qual va guanyar el premi Olivier 2018 a la millor actriu secundària. Gough va tornar a People, Places & Things per al seu trasllat a Nova York. També va tornar al paper de Harper a la transferència a Broadway de la producció del National Theatre d'Àngels a Amèrica, al costat de la majoria del repartiment de Londres, el febrer de 2018.